# Wellsburg (Iowa)
Wellsburg is een gemeente in Grundy County in de Verenigde Staten.
Volgens het United States Census Bureau telde Wellsburg (volgens de census van 2000) 716 inwoners. De oppervlakte van Wellsburg is 2,6 km². De 716 inwoners leefden in 338 huishoudens. De bevolkingsdichtheid bedroeg 2000 279,2/km². De samenstelling van de bevolking bestond voor 99,88% uit blanken. De gemiddelde leeftijd is 46 jaar. Het gemiddelde hoofdelijke jaarinkomen bedroeg in 2000 17.636 dollar, 6% van de bevolking leefde beneden de (door het United States Census Bureau gedefinieerde) armoedegrens.
Tussen 1885 en eind 1886 werkte de Sorbische dichter Mato Kosyk als predikant in Wellsburg. Hij werd hier beroepen door de Duits-Friese geloofsgemeenschap van Wellsburg.

## Plaatsen in de nabije omgeving
De onderstaande figuur toont nabijgelegen plaatsen in een straal van 20 km rond Wellsburg.